# Saraband (dans)
Saraband är en spansk dans i tretakt från 1500-talet. Från början var den en vild snabb dans som ackompanjerades av gitarr, kastanjetter och sång. Den förbjöds i Spanien av Filip II en tid på grund av sin obscenitet. Under början av 1600-talet spreds den till det franska hovet. Första gången den dök upp i en fransk hovbalett var 1612 i Praetorius Terpsichore. Den tonades i Frankrike ner och blev långsammare och allvarligare. Dansen symboliserar undertryckt passion, längtan och vemod och framförs numer långsamt och värdigt.
Sarabanden är vanlig i sviter. 